# Tetzel von Kirchensittenbach

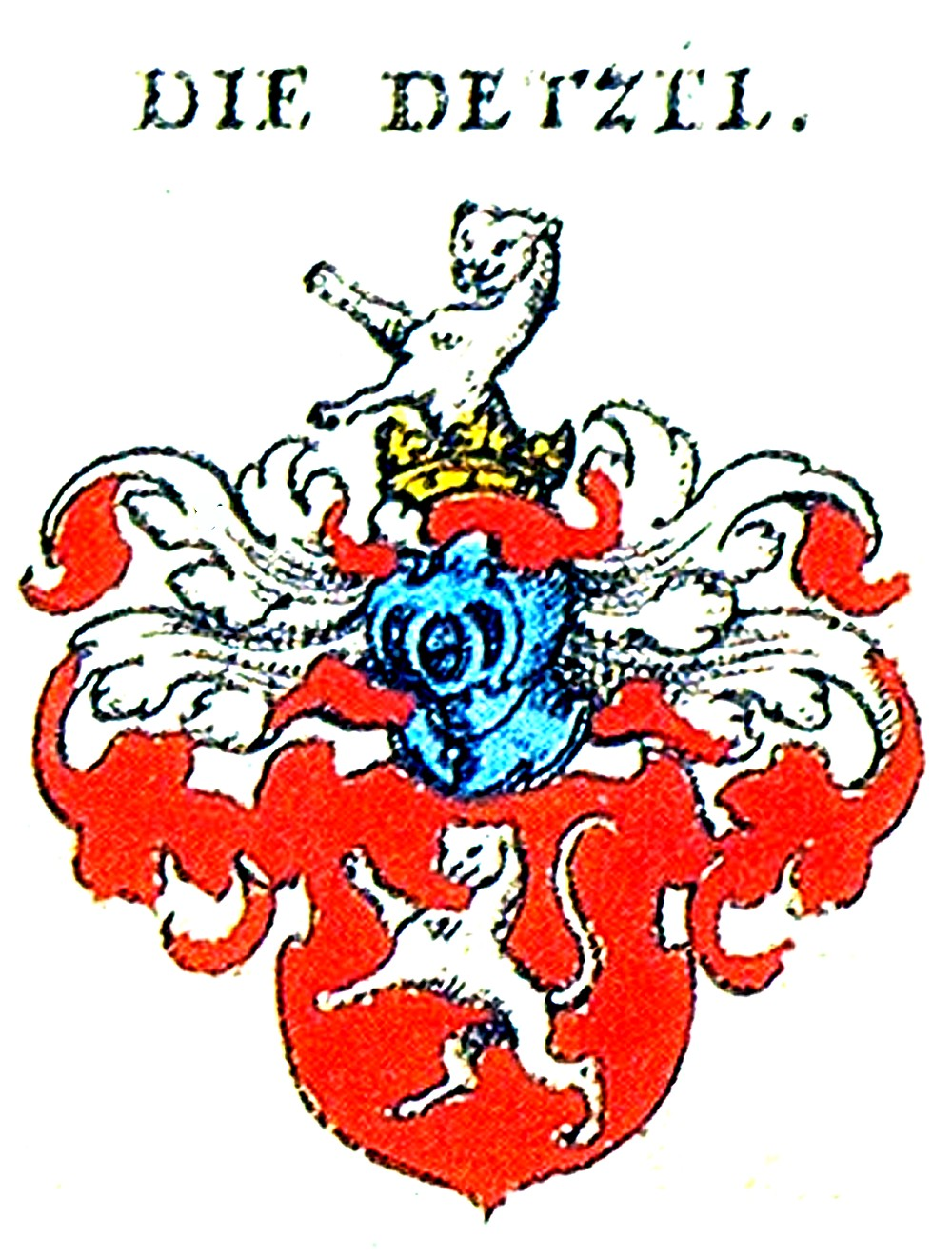
Wappen der Tetzel

Die Tetzel von Kirchensittenbach (auch Detzel oder Tezel) waren eine Nürnberger Patrizierfamilie, die nach dem Tanzstatut von 1521 zu den zwanzig alten ratsfähigen Geschlechtern gehörte. Die Tetzel waren erstmals 1343 im Inneren Rat vertreten. 1736 ist die Familie im Mannesstamm erloschen.

## Geschichte
Die Tetzel stammen wahrscheinlich ursprünglich aus der Oberpfalz. 1326 wird die Familie erstmals urkundlich erwähnt, als ein Fritz (Friedrich) Tetzel das Nürnberger Bürgerrecht annahm. Friedrich Tetzel wurde 1343, allerdings nur für ein Jahr, bereits Mitglied des Inneren Rats der Reichsstadt. Ab 1345 ließ er die Tetzelkapelle an der Egidienkirche als Familiengrablege anbauen, womit bereits die Bedeutung dieser Familie im 14. Jahrhundert deutlich wird. Auch konnte Friedrich Tetzel als „neuer“ Bürger bereits in eine eingesessene Familie, die Pfinzing, einheiraten. Conrad Tetzel, ebenfalls aus der Familie stammend, wird 1362/63 als Abt des Klosters Plankstetten erwähnt. Ferner hatte ein Johann Tetzel, zusammen mit Peter Haller, 1381 die Veste und Stadt Lauf (damals noch unter Herrschaft der Landshuter Wittelsbacher) als Leibgedinge inne.
Die Hammerwerke Thalheim und Haunritz (bei Weigendorf) waren vermutlich alter Familienbesitz und die Grundlage für den Metallhandel und raschen Aufstieg des Friedrich Tetzel in Nürnberg. 1383 erwarb Jobst Tetzel († 1399) zusätzlich ein „Hammerwerk zu Sockau“ sowie zusammen mit Andreas Harsdörffer den Eisenhammer Enzendorf. Auf Grund des Kapitals als Montanunternehmer und Großkaufleute konnte die Familie bereits früh Geldgeschäfte betreiben. So waren die Tetzel zusammen mit den Haller, Groß und Stromer maßgeblich an der Geldbeschaffung für den Erwerb der Mark Brandenburg durch Kaiser Karl IV. 1373 beteiligt. Für 1381 ist Jobst Tetzels Tätigkeit als Bankier der bayerischen Herzöge Stephan und Johann belegt. Jobst war als Septemvir (einer der sieben älteren Herren des Rats) in der eigentlichen Exekutive Nürnbergs vertreten und Erstunterzeichner der Oberpfälzer Hammereinigung von 1387.

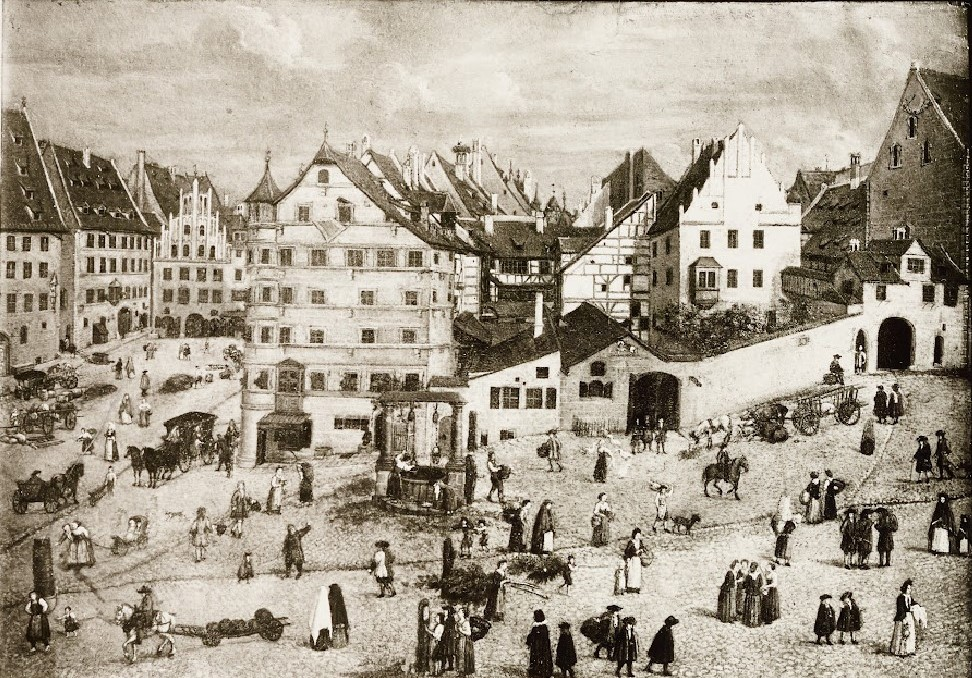
Der Tetzelhof am Egidienberg in Nürnberg (um 1700)

Der Bergbau bzw. die Verhüttung sowie der Handel mit Metallen und Metallprodukten stellte für mehr als zwei Jahrhunderte den wichtigsten Wirtschaftszweig der Familie dar. Die Montanunternehmen der Tetzel beschränkten sich allerdings nicht nur auf die Gegend um Hersbruck, sondern sie beteiligten sich auch an Bergwerken der Fürer von Haimendorf in Thüringen. Die Handelsgesellschaften der Tetzel trugen bedeutend zur Entwicklung des nürnbergischen Fernhandels im Spätmittelalter bei. Des Weiteren baute Hans Tetzel (1518–1571) im Auftrag der spanischen Krone den Kupferbergbau auf Kuba auf. Vergeblich experimentierte Hans Tetzel in den Jahren 1542 bis 1544 auf der Insel mit dortigem Rohkupfer. Erst als er eine Materialprobe in seine Heimatstadt zurückgebracht hatte, konnte mit Hilfe Nürnberger Spezialisten ein Verfahren entwickelt werden, um aus dem kubanischen Erz brauchbares Kupfer zu gewinnen.
Die Tetzel erwarben 1408 aus dem Besitz der Ebner von Eschenbach ein stattliches Wohnhaus am Egidienberg in Nürnberg (heute Egidienplatz 7, Tucherpalais). Ein Teil des Areals am Egidienberg war bereits seit Mitte des 14. Jahrhunderts Eigentum der Tetzel gewesen. Dieses Anwesen diente der Familie zusammen mit dem 1408 erworbenen als Stammsitz und wurde in der Folgezeit ausgebaut. Der Hauptbau lag in Richtung der später nach ihnen benannten Tetzelgasse. 1638 ging das Anwesen auf Grund von Heirat an die Oelhafen über. 1717 wurde der sogenannte Tetzelhof von Christoph Gottfried Volckamer (Administrator der Tetzel-Stiftung) erworben, der die enge Bebauung abreißen und ein repräsentatives, barockes Palais errichten ließ. Für dieses Gebäude etablierte sich bald die Bezeichnung Tetzelsches Stiftungshaus.
Auch befanden sich unter anderem Gräfenberg, Kirchensittenbach, Vorra und Artelshofen im Besitz der Familie. Zeitweise waren die Tetzel in 23 Ortschaften begütert, womit sie im 17. Jahrhundert einen der größten Herrschaftskomplexe der Nürnberger Patrizierfamilien besaßen. Seit dem Erwerb von Kirchensittenbach nannten sich die Tetzel nach diesem Ort, allerdings gab es einen Zweig, der im 16. Jahrhundert (bis 1622) die Herrschaft Sambach bei Pommersfelden besaß und sich als „Tetzel auf und zu Sambach“ bezeichnete. Nach dem Tod von Jobst Tetzel (1503–1575) wurde Kirchensittenbach unter Jobst Friedrich (der 21 Höfe sowie den Burgstall und die Glashütte erhielt) und Carl (22 Höfe und die Ziegelhütte) aufgeteilt. In Kirchensittenbach errichtete Jobst Friedrich Tetzel 1590 bis 1595 das dortige Schloss. Um 1670 legte Philipp Jacob Tetzel in Engelthal einen Tiergarten, ein Wildgehege, an; dort wurde er 1669 durch eine Hirschangriff tödlich verletzt. Später wurde auf dieser Fläche ein „Salpetergarten“ zur Gewinnung von Schießpulver angelegt.
Im August 1524 wurden die Tetzel von Kaiser Karl V. in den erblichen Adelsstand erhoben. Mit dem Tod des letzten männlichen Familienmitglieds, Felix Jacob, starben die Tetzel 1736 aus.

### Tetzel’sche Familienstiftung
Jobst Friedrich Tetzel hatte 1612 testamentarisch die heute noch bestehende Tetzel’sche Familienstiftung eingerichtet. Er überführte seinen Kirchensittenbacher Teil mit Schloss, den Gütern (auch von umliegenden Gemeinden) sowie die Zehntansprüche in die Stiftung. Demnach sollte ein Drittel des Jahresertrags des Stiftungskapitals in gleichen Teilen unter allen männlichen, evangelischen und verheirateten Nachkommen des Sigmund (1522–1594) sowie Johann Christoph Tetzel († 1601) und des Carl Schlüsselfelder (1560–1610, der Schwager Jobst Friedrichs) ausgezahlt werden. Ein weiteres Drittel diente zum Generieren von neuem Stiftungskapital und das letzte Drittel war für die Ausbildung der jungen Patrizier vorgesehen. Die Nachkommen seines Bruders Carl waren explizit als Nutznießer der Stiftung ausgenommen. Jobst Friedrich Tetzel hatte seine Frau Anna zur Universalerbin bestimmt; somit wurde sie erste Verwalterin der Stiftung. Das Amt des Stiftungsadministrators wird auf Lebenszeit im Wechsel von einem Mitglied der beiden begünstigten Familien bekleidet. So folgte auf Anna Tetzel Willibald Schlüsselfelder, auf diesen Philipp Jakob Tetzel († 1685) und anschließend Johann Carl Schlüsselfelder († 1709).
Da der letzte für die Stiftung berechtigte Tetzel, Jakob Wilhelm, 1694 verstorben war, rückten die Volckamer als begünstigte Familie nach. Dies war bereits vorher im Falle des Aussterbens der Tetzel festgelegt worden. Für die Schlüsselfelder sollten die Groland nachfolgen, deren letztes Mitglied jedoch 1720 verstarb. Deshalb wurde zur Bestimmung einer weiteren Familie ein Losverfahren unter den noch bestehenden Nürnberger Patrizierfamilien eingeführt, bei dem das Los 1729 auf die Pfinzing (1764 erloschen) und danach auf die Behaim fiel. Da in den 1920er Jahren bereits absehbar war, dass der letzte Behaim, Wilhelm († 1942), kinderlos sterben würde, wurden 1925 die Stromer von Reichenbach ausgelost, welche seitdem im Wechsel mit den Volckamer die Stiftung verwalten. Derzeitiger Stiftungsadministrator ist Ortolf Freiherr Stromer von Reichenbach.
Nachdem das Nürnberger Stadtgericht 1821 die Tetzel-Stiftung als Fideikommiss eingestuft und eine Auflösung der Stiftung verlangt hatte, kam es zu einem Konflikt zwischen den beiden begünstigten und den übrigen ehemaligen Patrizierfamilien. Letztere fürchteten, bei Auflösung der Stiftung, im Nachteil zu sein, wenn das Stiftungsvermögen lediglich unter den Volckamer und Behaim aufgeteilt würde. Die übrigen Familien sahen ihren (theoretisch möglichen) Platz, bei Aussterben der Behaim oder Volckamer, als Begünstigte der Stiftung gefährdet. Daraufhin einigte man sich 1822, aus der Stiftung 40.000 fl. auszugliedern und an die übrigen Familien anzuweisen. Diese verpflichteten sich jedoch, den Kapitalstock für Bedürftige anzulegen. Diese Einigung wurde erst zehn Jahre später umgesetzt, ferner löste sich die Stiftung nicht auf, sondern konnte mit reduziertem Kapital und einer „rechtlichen Überarbeitung“ weitergeführt werden.

## Besitzungen (Auswahl)

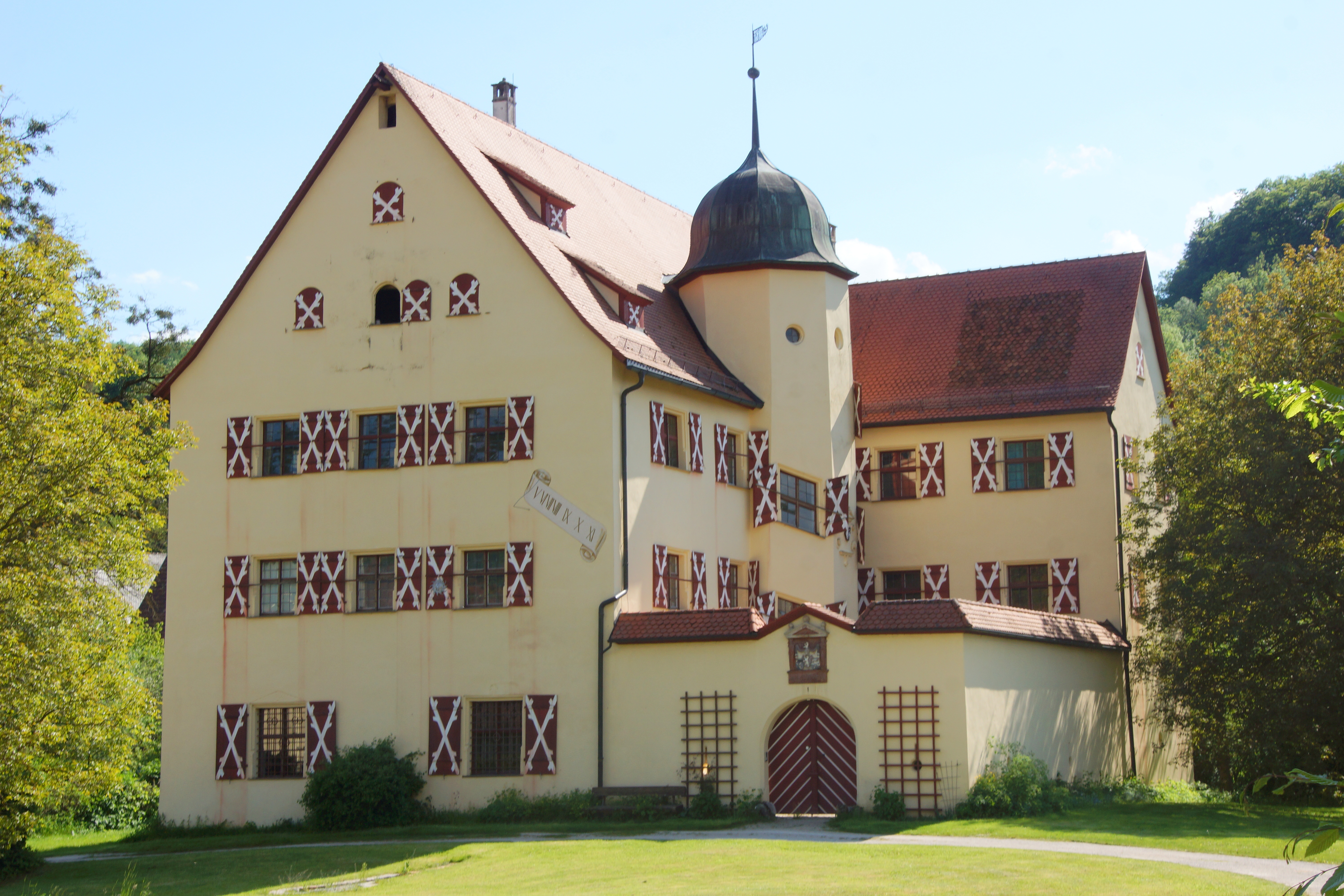
Das Tetzelschloss in Kirchensittenbach

- Stadt und Amt Gräfenberg (1447/69 bis 1536/49)[10]
- Kirchensittenbach (1569 bis 1612/39)
- Herrensitze Gibitzenhof und Steinach (1430 bis 1455)[10]
- Hofmark Vorra (1596 bis 1707 und 1710 bis 1736, dazwischen im Besitz der Peller)[13]
- Schloss und Hofmark Artelshofen (1626 bis 1722)[21]
- Burgstall, Weiher und Kupferhammer Gleißhammer (ab 1462 Miteigentümer, ab 1511 ganz Gleißhammer, 1522 an Sigmund Fürer verkauft)[22]
- Schloss und Dorf Tennenlohe (vor 1590 bis Anfang des 17. Jahrhunderts)[23]

## Wappen
Blasonierung: In rotem Schild eine silberne, aufspringende Katze. Die Helmdecken sind rot-silbern und auf dem Helm die Katze wachsend.
Auf Grund der Nobilitierung waren als Wappenbesserung unter anderem zwei rote Büffelhörner auf dem Helm vorgesehen. Dieser Passus wurde wieder gestrichen, sodass nur der gekrönte Turnierhelm neu hinzukam. Ferner ist im Bestätigungsdiplom Karls V. aus dem Jahr 1526 von einem „Lebe“ (Löwen) als Wappentier die Rede, allerdings wurde das Wappentier der Tetzel sonst immer als Katze angesehen und auch als solche dargestellt.

## Stammliste (Auszug)
Friedrich Tetzel († 1367) ⚭ Elisabeth Pfinzing
1. Jobst Tetzel († 1399), Mitglied des Inneren Rats ⚭ Clara von Ammerthal († 1414)
  1. Jobst Tetzel († 1406) ⚭ 1. Katharina Stromer († 1390) ⚭ 2. Agnes Haller († 1406)
    1. Hans Tetzel (1370–1445) ⚭ 1. Clara Tucher (1374–1400) ⚭ 2. Anna Graser ⚭ 3. Anna von Wilhelmsdorf († 1448)
    2. Georg Tetzel († 1449) ⚭ Anna Imhoff († 1442)
      1. Jobst Tetzel (ca. 1425–1474), 1469–1474 Vorderster Losunger ⚭ Margarete Topler
        1. Friedrich Tetzel (1462–1523), Ratsbaumeister ⚭ Ursula Fürer
          1. Jobst Tetzel (1503–1575), seit 1565 Triumvir (einer der drei vordersten Ratsherren) ⚭ Anna Volckamer († 1573)
            1. Jobst Friedrich Tetzel (1556–1612), Jüngerer Losunger ⚭ Anna Schlüsselfelder (1565–1639)
            2. Carl Tetzel (1559–1610), Mitglied des Inneren Rats, Kriegsrat ⚭ Anna Imhoff
              1. Johann Jacob Tetzel (1595–1646), Jurist, Gesandter der Reichsstadt, Mitglied des Inneren Rats, Kriegsrat des Fränkischen Kreises ⚭ Magdalena Schwab von Bislohe, 15 Kinder
                1. Carl Erasmus Tetzel (1623–1667), Mitglied des Inneren Rats, Advokat, Ratskonsulent, Landpfleger ⚭ Anna Felicitas Haller (1621–1684)
                2. Philipp Jacob Tetzel (1624–1669), Pfleger in Engelthal ⚭ Maria Helena Bayer
                  1. Johann Christoph Tetzel (1665–1727) ⚭ Maria Katharina Tucher (1668–1727)
                  2. Johann Jacob Tetzel (1649–1688) ⚭ Helena Katharina Stauffer von Unterach
                    1. Felix Jacob Tetzel (1674–1736) ⚭ Sabina Regina Löffelholz
                      1. Jacob Gottfried Tetzel (1707–1720)

                3. Gustav Philipp Tetzel (1632–1696), Mitglied des Inneren Rats, Kastner des Pflegamts Hersbruck, Alchemist ⚭ Helena Catharina Paumgartner
                  1. Gustav Georg Tetzel (1660–1728), Duumvir des Rats, Kirchenpfleger, Kurator der Universität Altdorf, Kaiserlicher Rat ⚭ Anna Maria Peller
                    1. Maria Helena Tetzel (1684–1743) ⚭ Christoph Wilhelm Scheurl

          2. Gabriel Tetzel (* 1508)
          3. Catharina Tetzel (1510–1598) ⚭ 1535 Balthasar Rummel von Lonnerstadt (1508–11. August 1547 in Altdorf) (Tochter: Maria Margarete Rummel von Lonnerstadt [1544–1577]  ⚭  1567 Joachim Camerarius der Jüngere [1534–1598], Arzt in Nürnberg)
          4. Barbara Tetzel (1516–1587) ⚭ Martin Pfinzing (1490–1552)
          5. Hans (Johann) Tetzel (1518–1571), Montanunternehmer auf Kuba
          6. Sigmund Tetzel (1520–1594) ⚭ Magdalena Schleicher

    3. Stephan Tetzel (1394–1441) ⚭ Elisabeth Waldstromer († 1437)
      1. Hans Tetzel (1427–1480), seit 1463 Dominikaner, später im Amt eines Subpriors ⚭ Brigitta Paumgartner (1434–1462)
        1. Hans Tetzel (1454–1507)
        2. Anton Tetzel (1459–1518), Jurist, Diplomat, Jüngerer Losunger ⚭ Barbara Groß († 1516)
          1. Barbara Tetzel (1484–1523) ⚭ Jobst Haller
          2. Christoph Tetzel (1486–1544), Vorderster Losunger ⚭ Clara Gartner
          3. Anton Tetzel (1487–1548) ⚭ 1. Anna Rieter (1487–1514) ⚭ 2. Cordula Wolff († 1521) ⚭ 3. Katharina Volckamer († 1540) ⚭  4. Anna Pfinzing (* 1520)
          4. Jobst Tetzel (1489–1537)
          5. Georg Tetzel (1497–1519)

      2. Gabriel Tetzel († 1479), Reiseschriftsteller, ab 1469 Mitglied des Inneren Rats
      3. Hans Tetzel (um 1450–1505), ab 1476 Mitglied des Inneren Rats

## Bilder

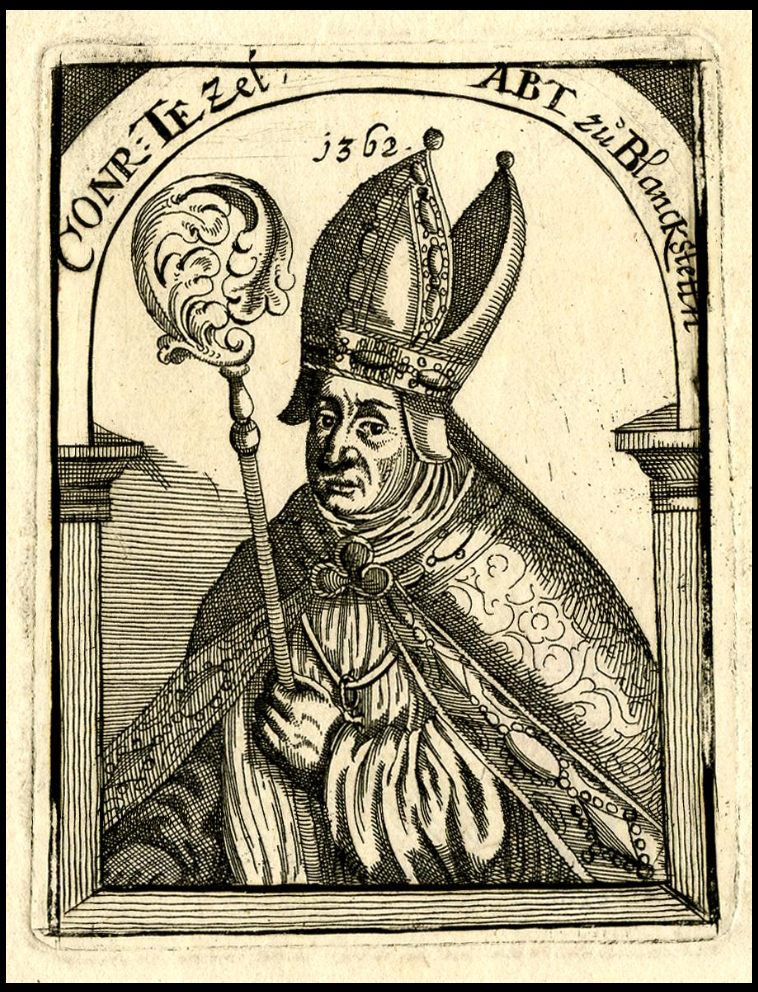
Conrad Tetzel, Abt von Plankstetten (Phantasieporträt, 17. Jahrhundert)
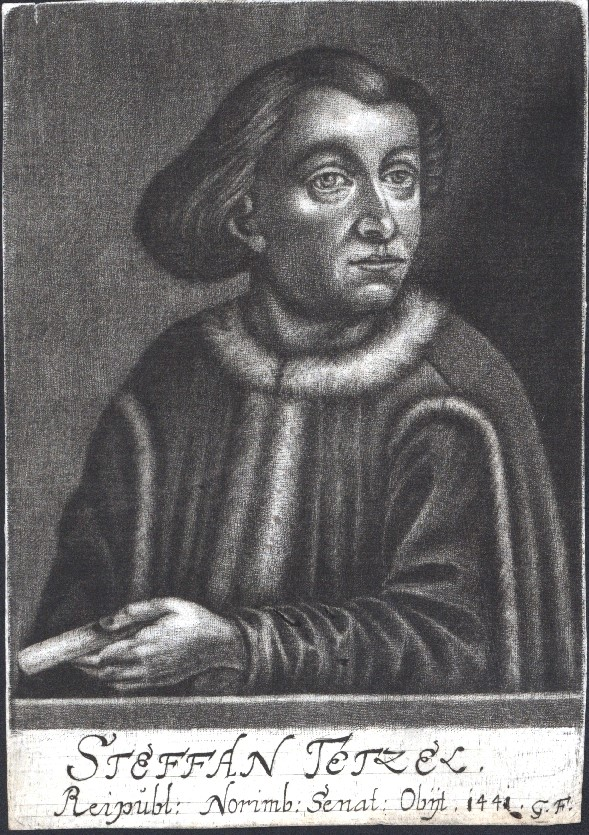
Stephan Tetzel (1394–1441)
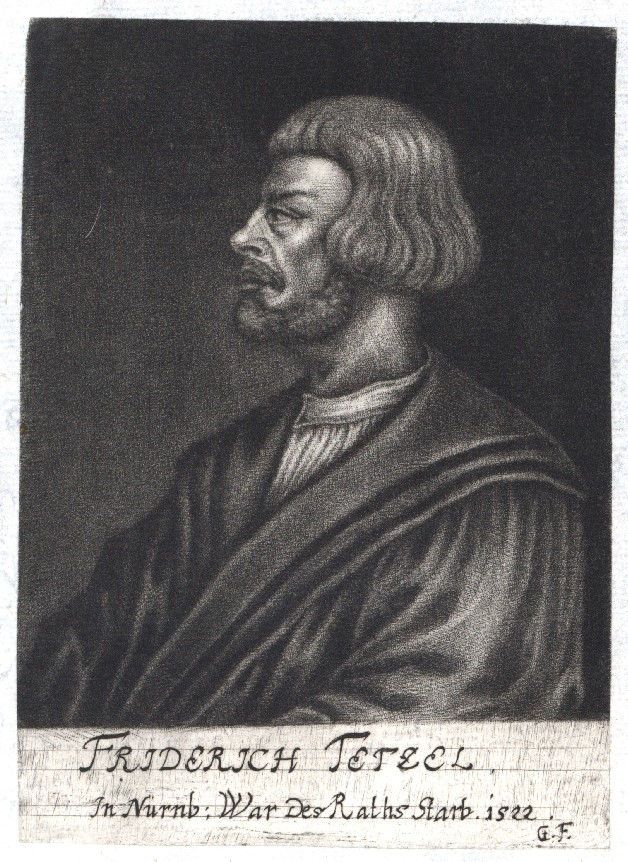
Friedrich Tetzel (1462–1523)
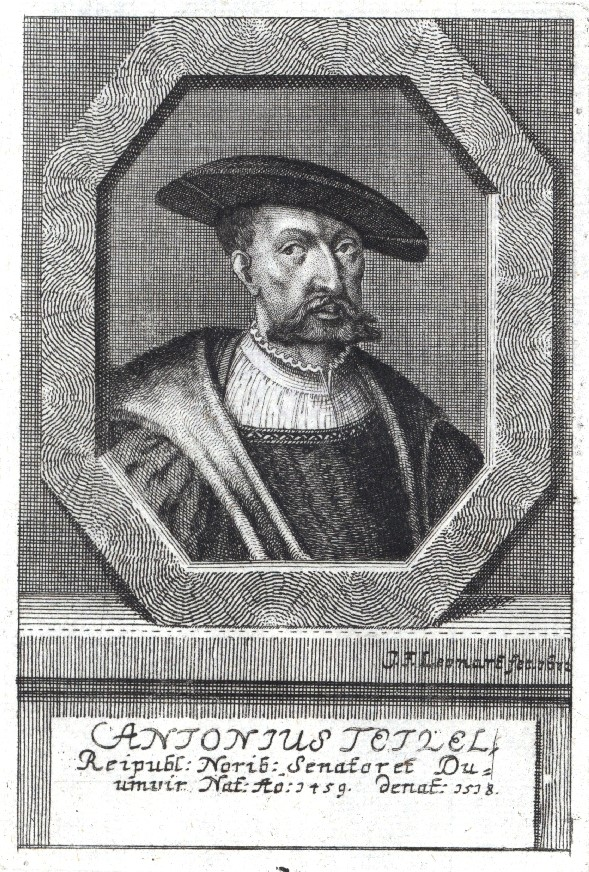
Anton Tetzel (1459–1518)
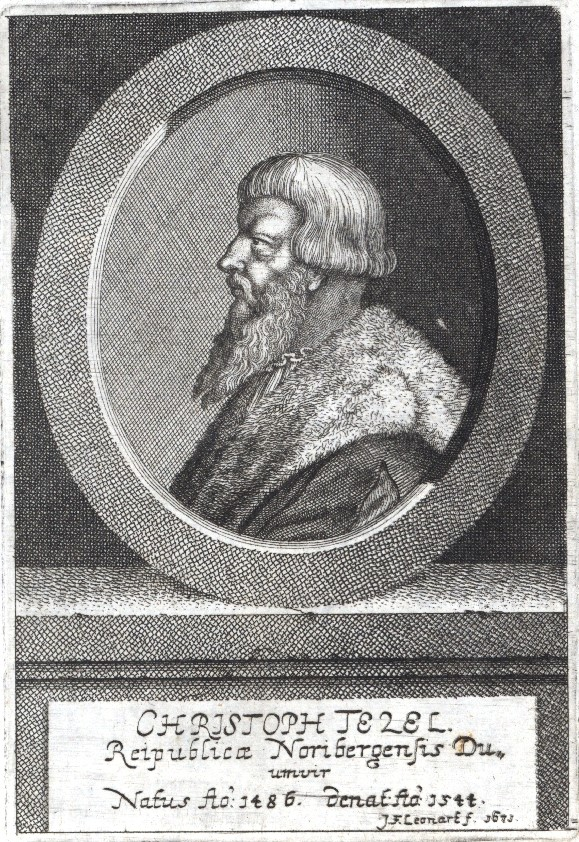
Christoph Tetzel (1486–1544)
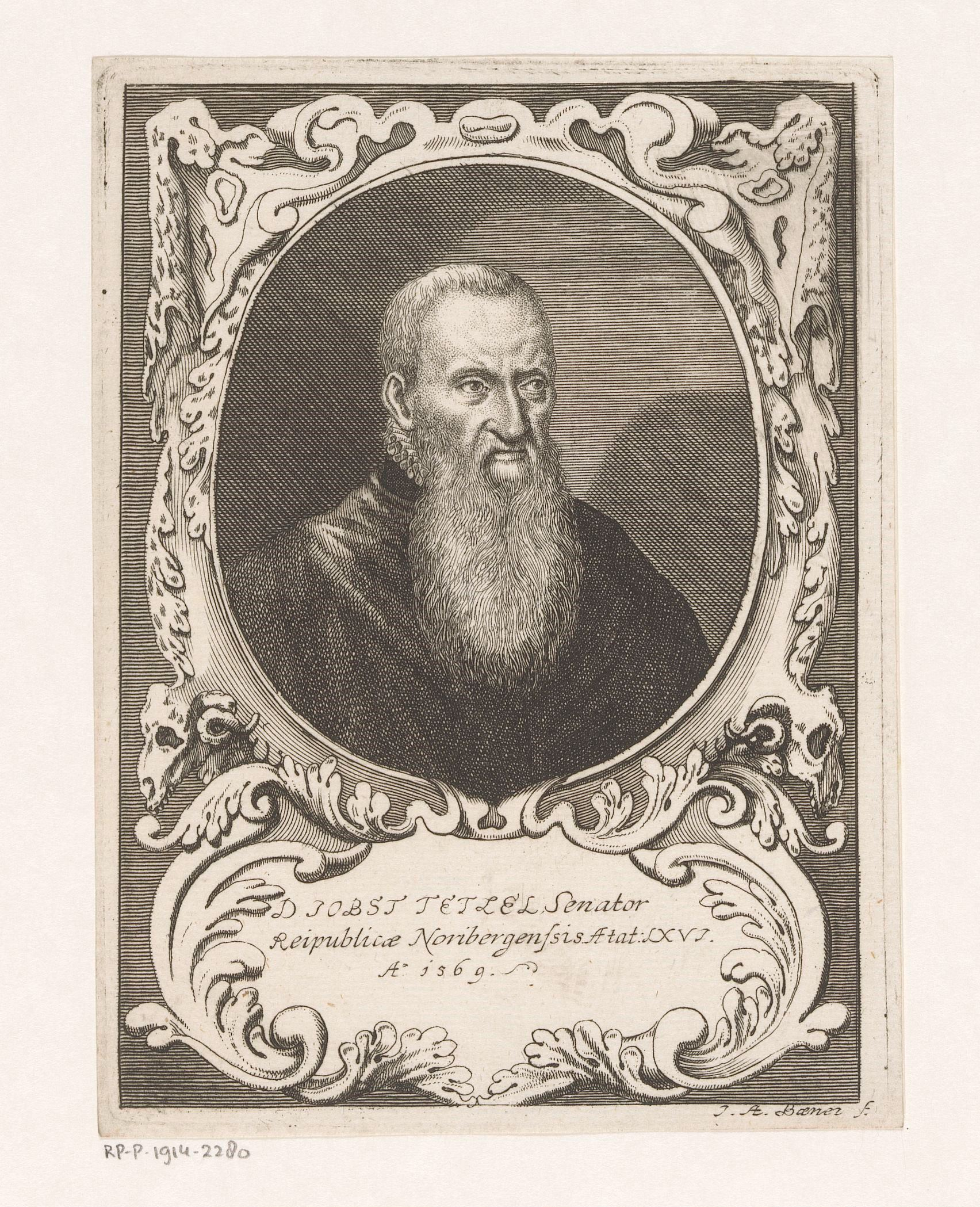
Jobst Tetzel (1503–1575)
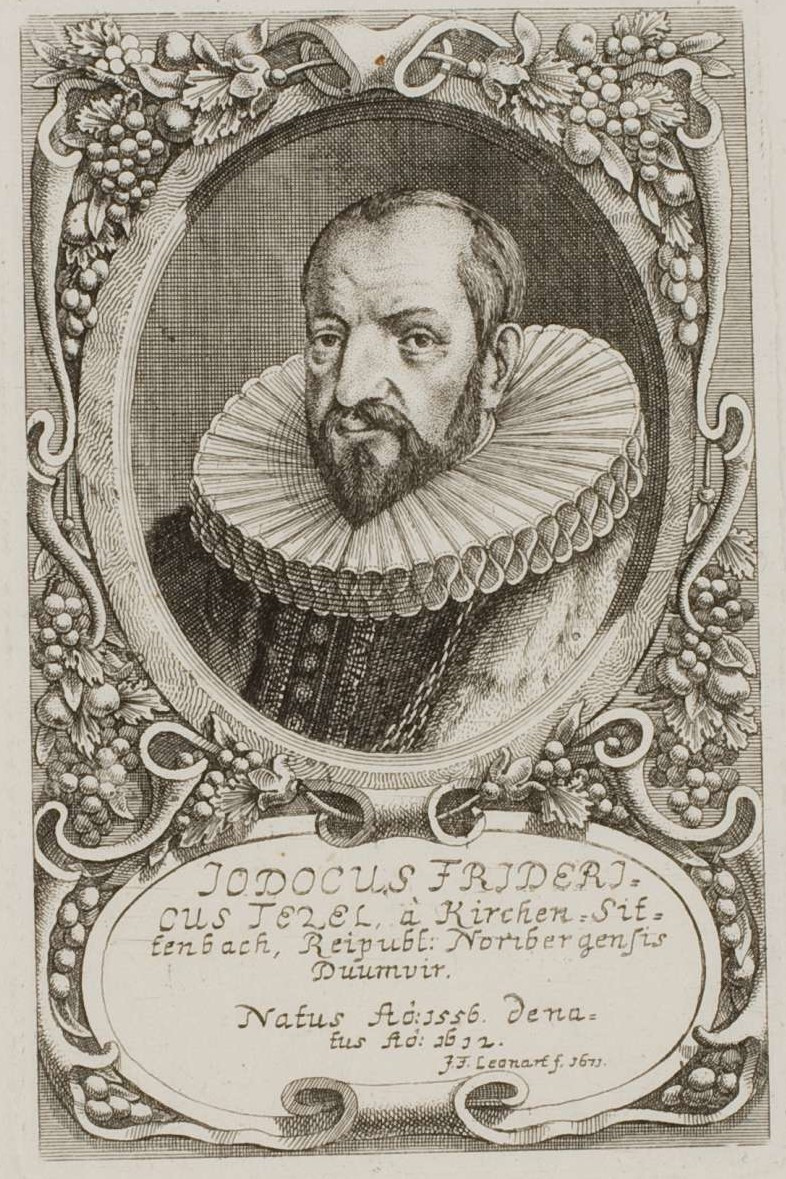
Jobst Friedrich Tetzel (1556–1612)
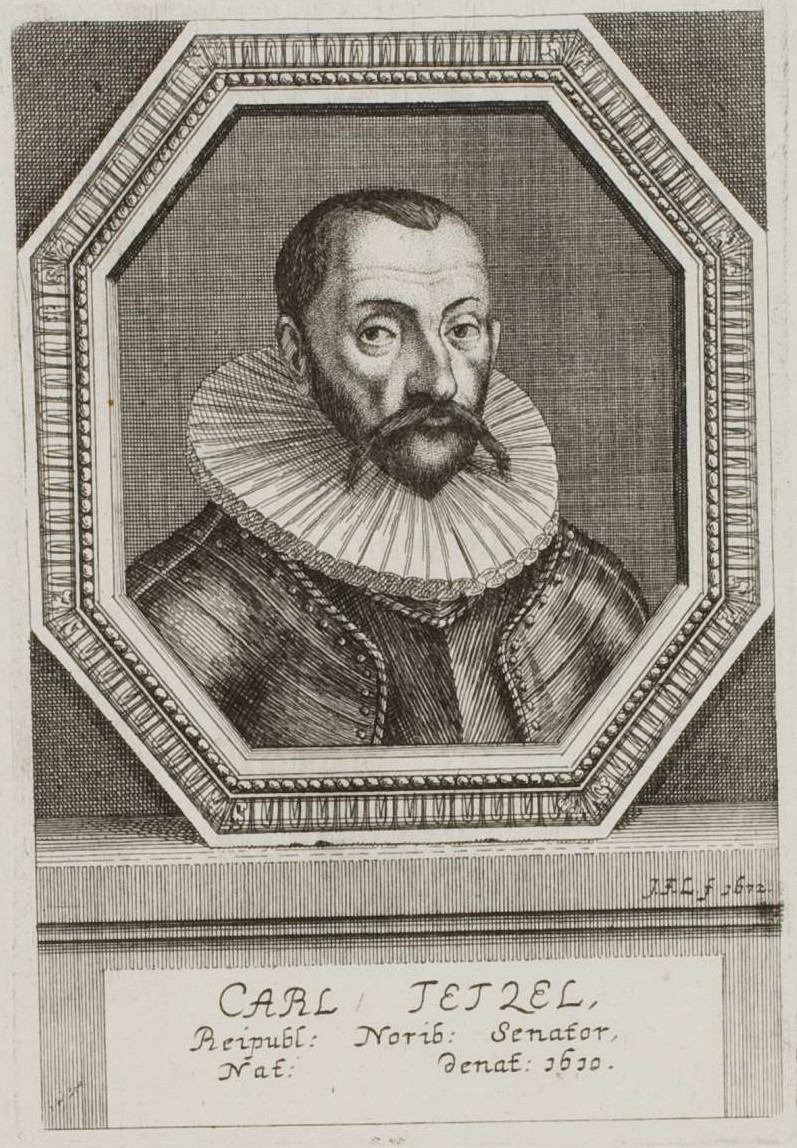
Carl Tetzel (1559–1610)
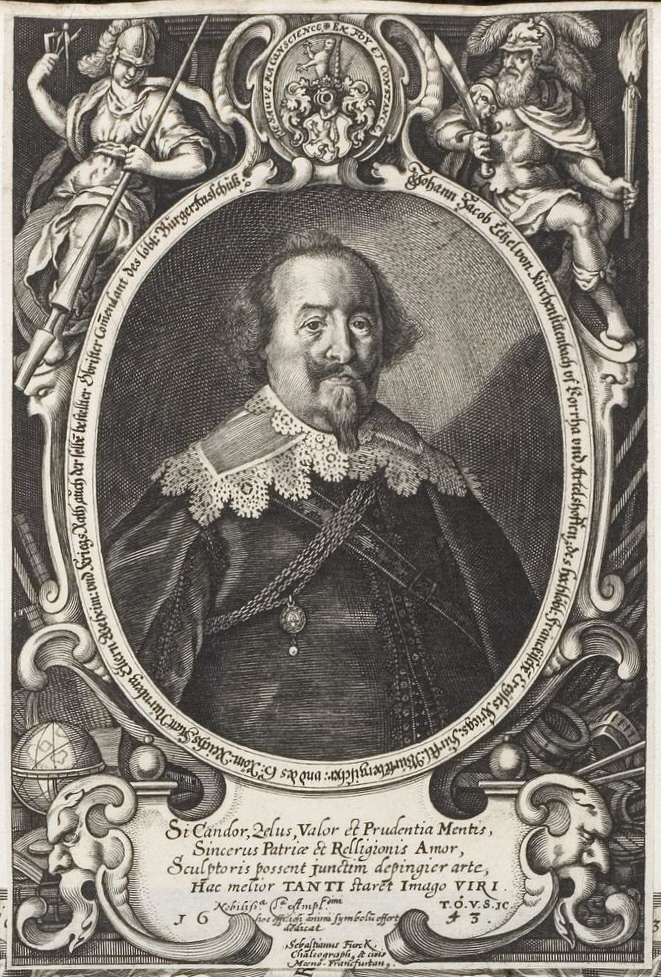
Johann Jacob Teztel (1595–1646)
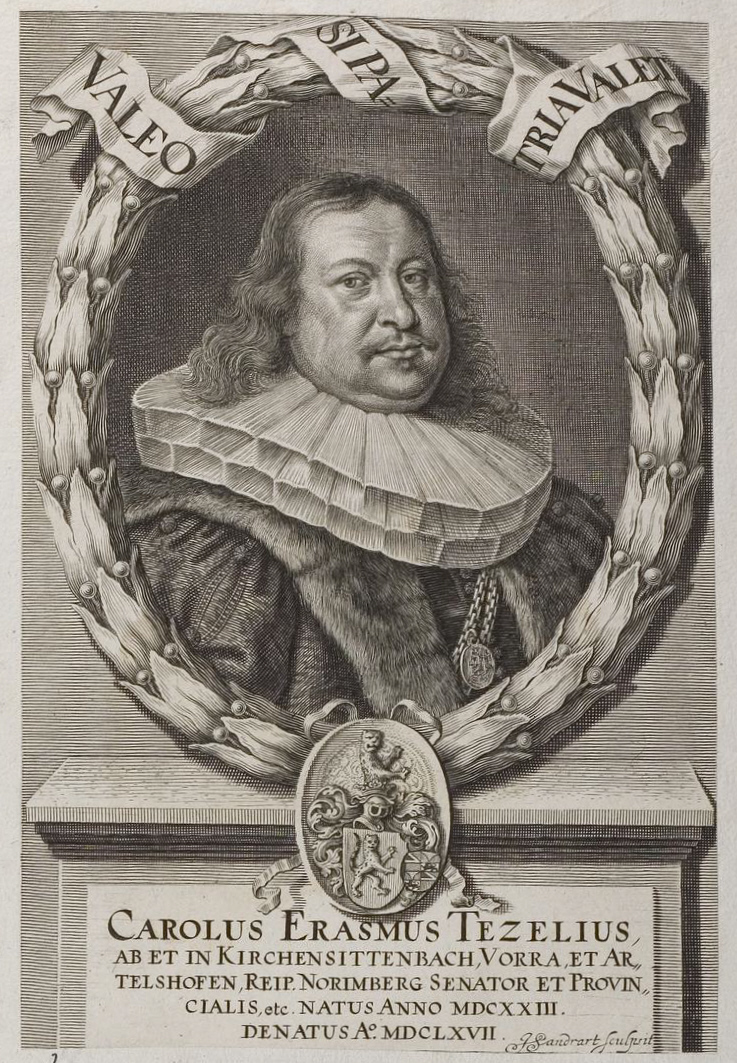
Carl Erasmus Tetzel (1623–1667)
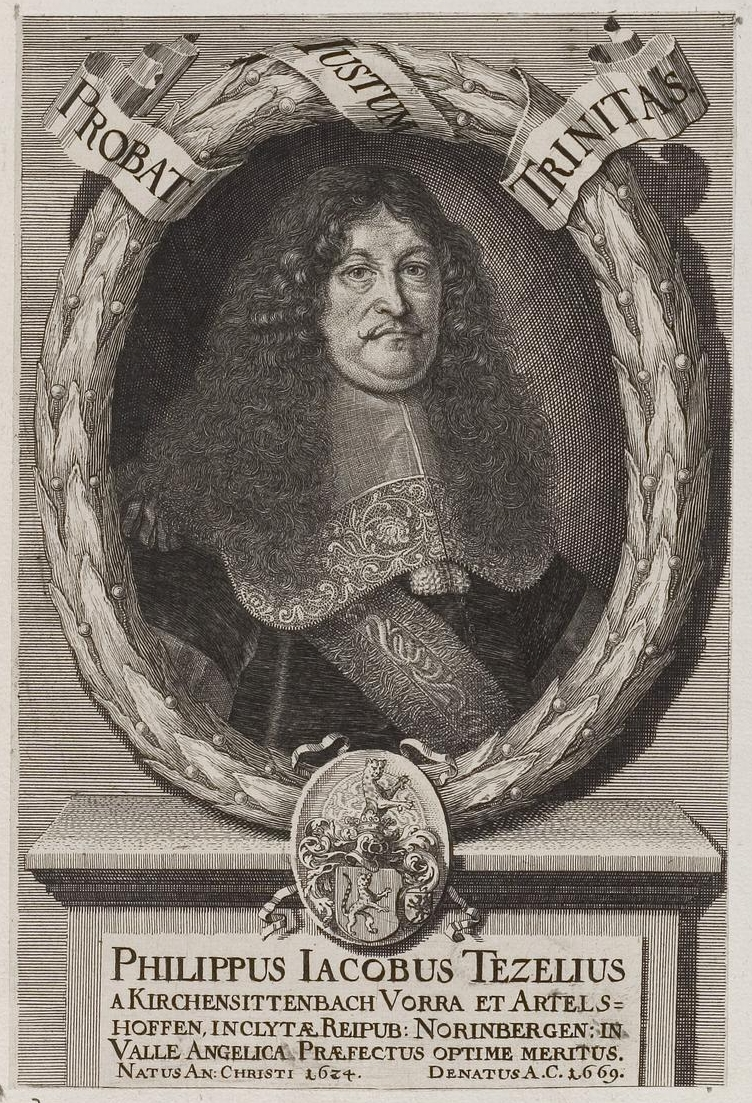
Philipp Jacob Tetzel (1624–1669)
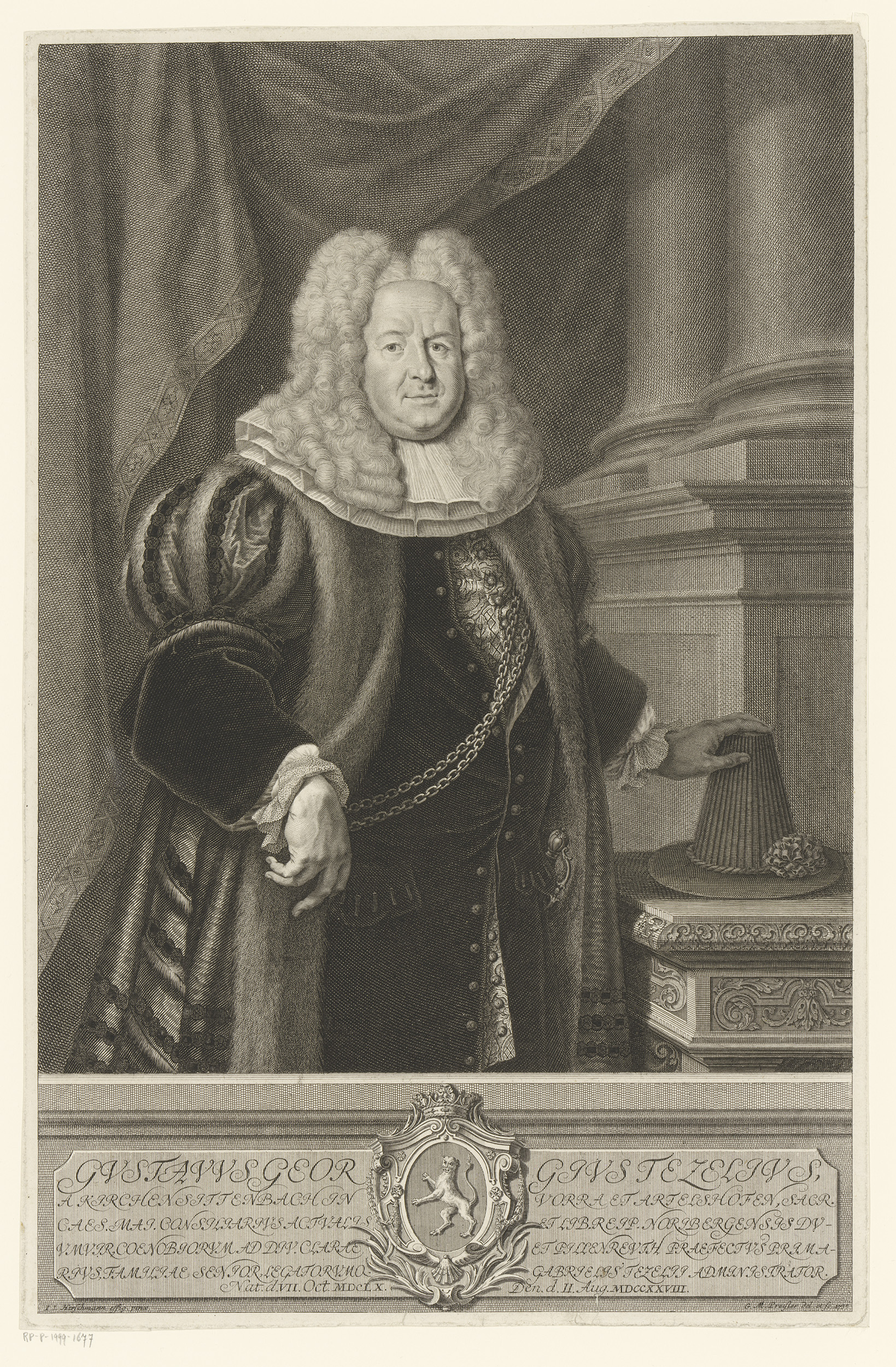
Gustav Georg Tetzel (1660–1728)